# Віа Гарібальді

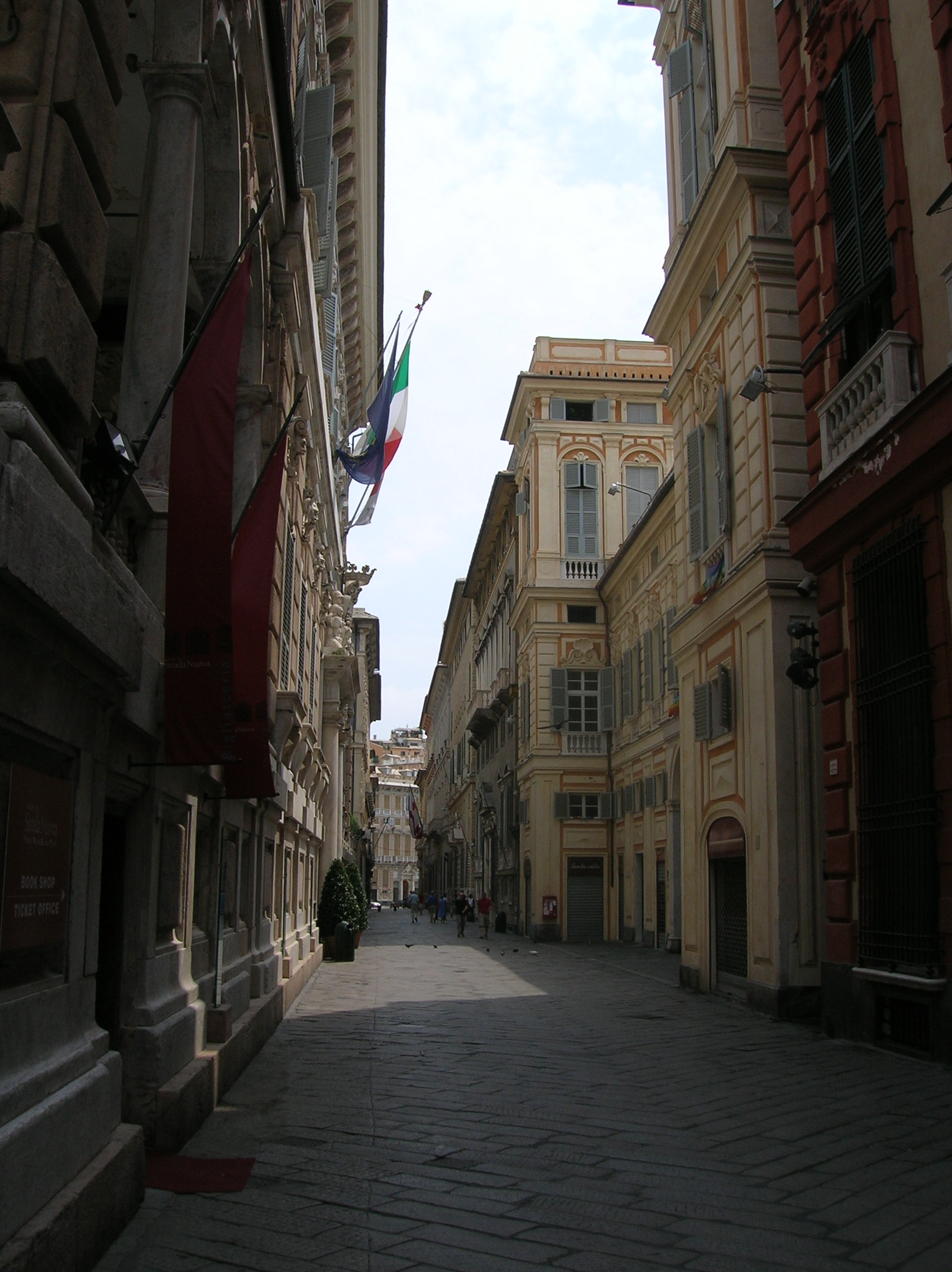
Віа Гарібальді

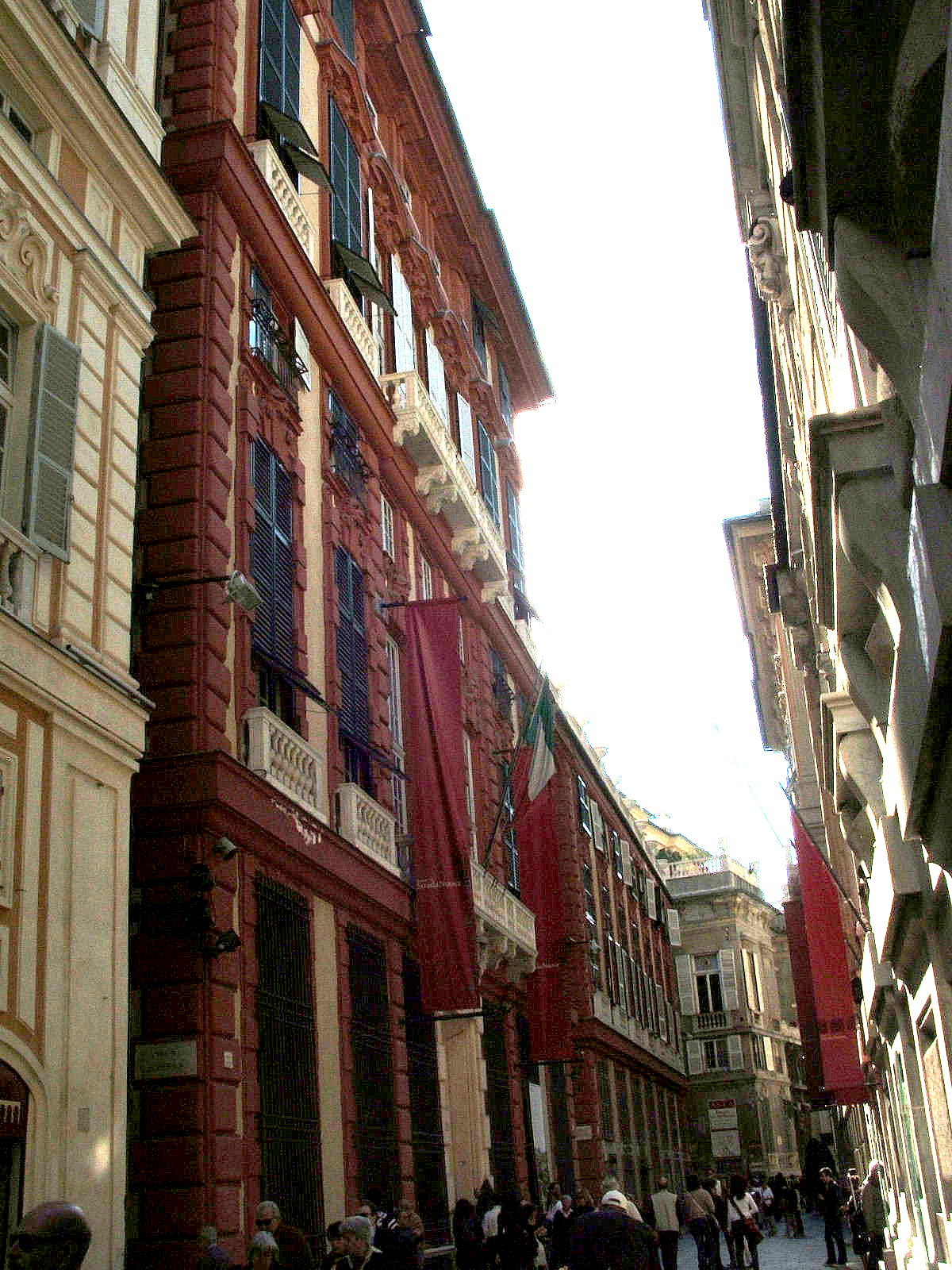
Палаццо Россо на Віа Гарібальді

Віа Гарібальді (італ. Via Garibaldi)  — одна з найважливіших вулиць в історичному центрі Генуї, відома своїми палацами генуезької аристократії. 
Історія появи вулиці починається 1550 року. Проектування вулиці було здійснено Галеаццо Алессі. Спочатку вона називалася Страда Маджоре, потім Страда Нуова, а у 1882 отримала сучасну назву на честь народного героя Італії Джузеппе Гарібальді. Зараз протяжність вулиці становить 250 метрів, а її ширина   — 7,5 метрів. 
У липні 2006 Віа Гарібальді включена у Список об'єктів Світової спадщини ЮНЕСКО в Італії як частина кварталу Палацці деі Роллі у центрі Генуї.